# The Essential Jethro Tull
The Essential Jethro Tull è una raccolta della band progressive rock inglese Jethro Tull, pubblicata nel 2003.

## Il disco
Durante la ripubblicazione in serie dei vecchi dischi dei Jethro Tull, in versione digitalmente rimasterizzata, fu deciso di riproporre anche la raccolta M.U. - The Best of Jethro Tull del 1976 ma con il nuovo titolo The Essential Jethro Tull e una copertina diversa. L'unica differenza nella tracklist è l'aggiunta in questa riedizione di Locomotive Breath.

## Tracce
1. Teacher (1969) - 3:54
2. Aqualung (1971) - 6:38
3. Thick as a Brick Edit #1 (1972) - 3:00
4. Bungle in the Jungle (1974) - 3:40
5. Locomotive Breath (1971) - 4:38
6. Fat Man (1969) - 2:52
7. Living in the past (1972) - 3:25
8. A Passion Play Edit #8 (1973) - 3:30
9. Skating Away (On the Thin Ice of the New Day) (1974) - 4:01
10. Rainbow Blues (1974 - Morgan Studios, Londra) - 3:39
11. Nothing is Easy (1969) - 4:24

## Formazione

### Gruppo
- Ian Anderson - flauto, voce, sassofono soprano (tutte le tracce)
- Martin Barre - chitarra elettrica (tutte le tracce)
- Glenn Cornick - basso (tracce 1, 7, 11)
- Clive Bunker - batteria, percussioni (tracce 1, 2, 5 - 7, 11)
- John Evan - organo Hammond, pianoforte, organo, sintetizzatore, tastiere (tracce 1 - 5, 8 - 10 )
- Jeffrey Hammond - basso (tracce 2, 3, 4, 5, 8, 9, 10)
- Barriemore Barlow - batteria, percussioni, glockenspiel (tracce 3, 4, 8 - 10)

### Altri musicisti
- David Palmer - arrangiamento orchestra, direzione